# Aranyera d'orelles grogues
L'aranyera d'orelles grogues és una espècie d'ocell de la família dels nectarínids (Nectariniidae) que habita boscos, matolls i conreus de la Península Malaia, Sumatra, Borneo i Java.